# Darss

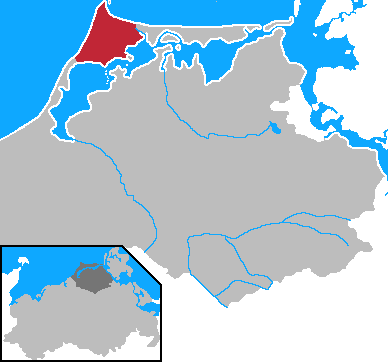
Darss i Mecklenburg-Vorpommern

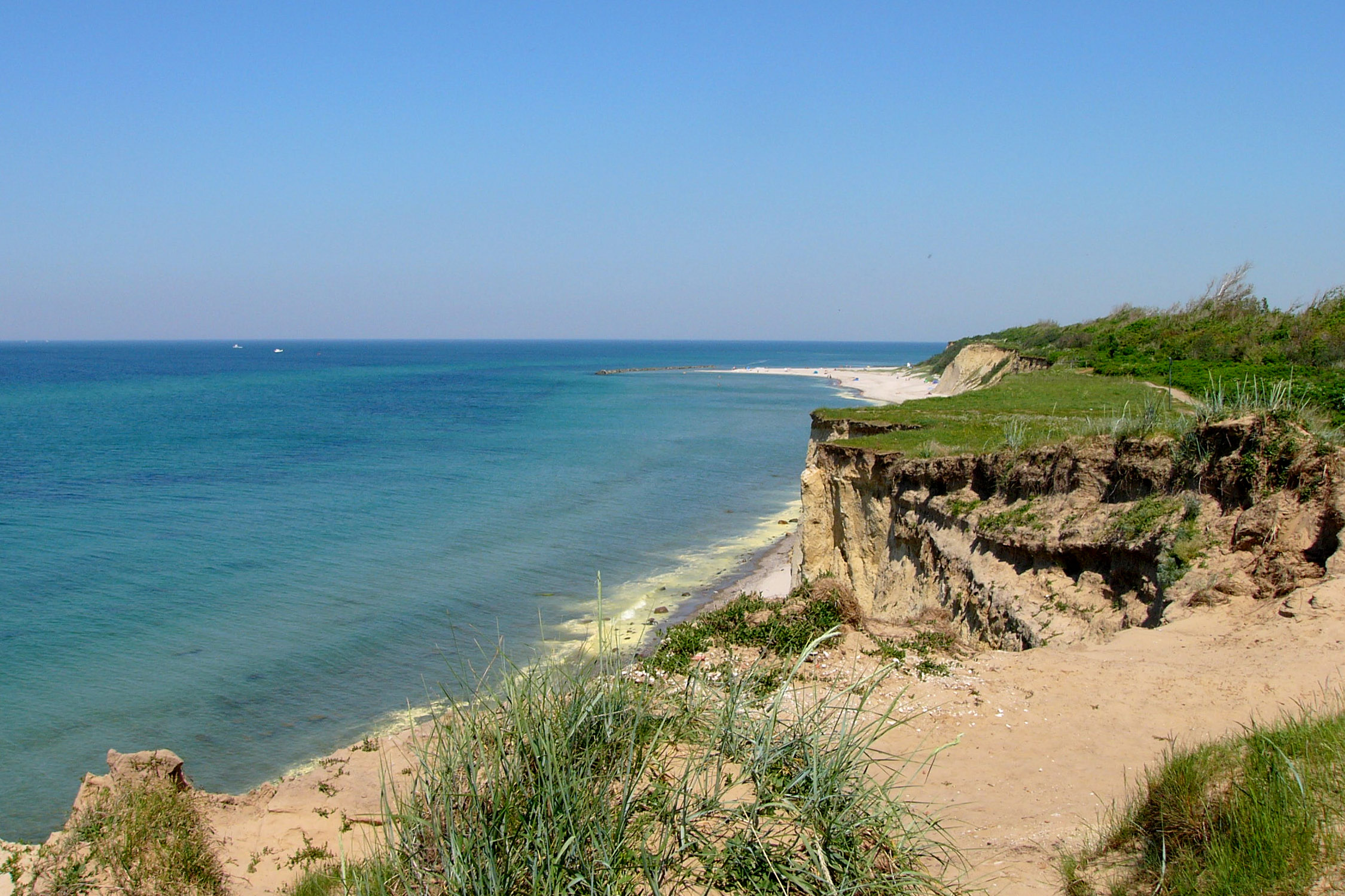
Darsser Weststrand i Ahrenshoop

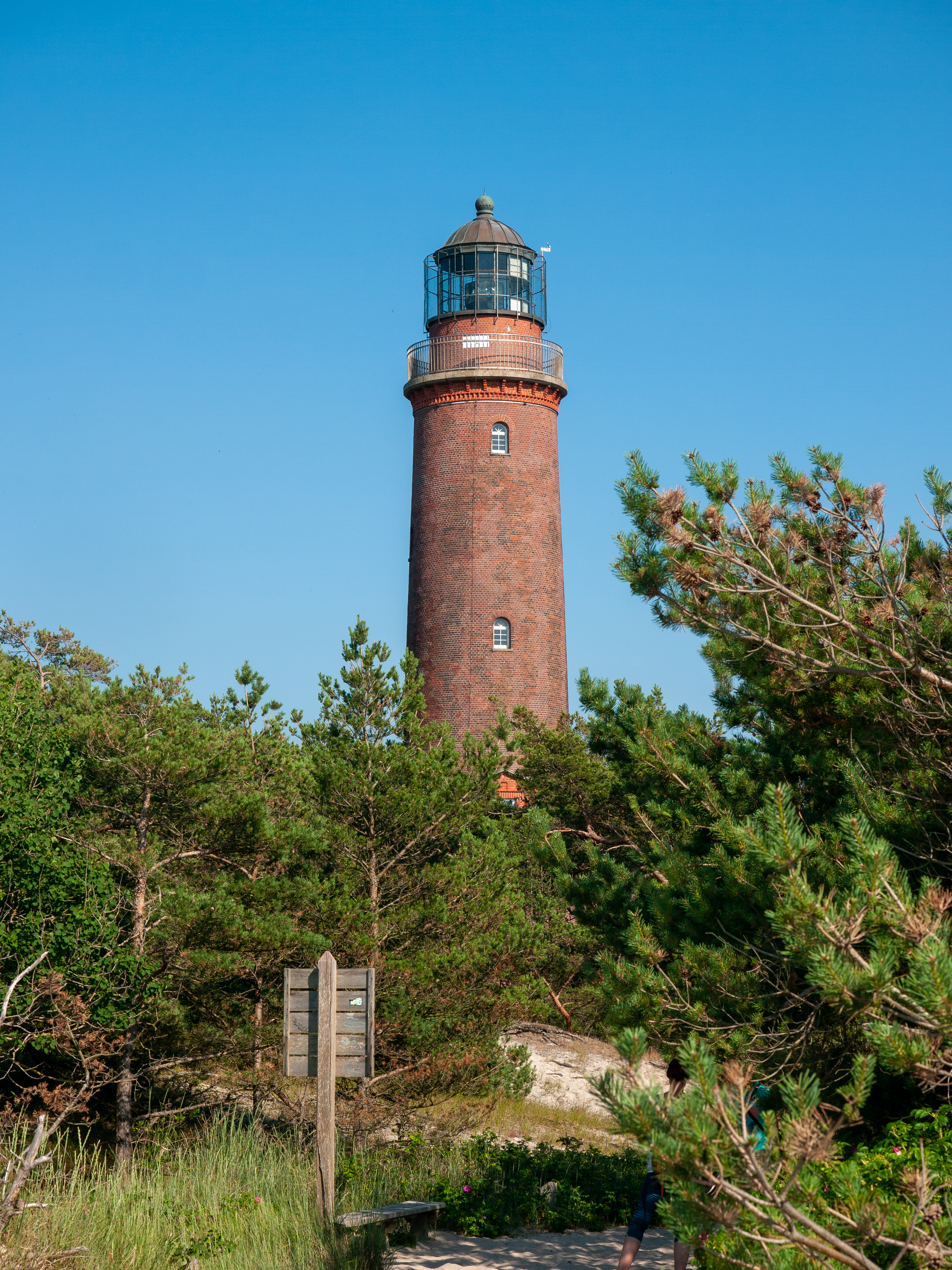
Fyren Darßer Ort

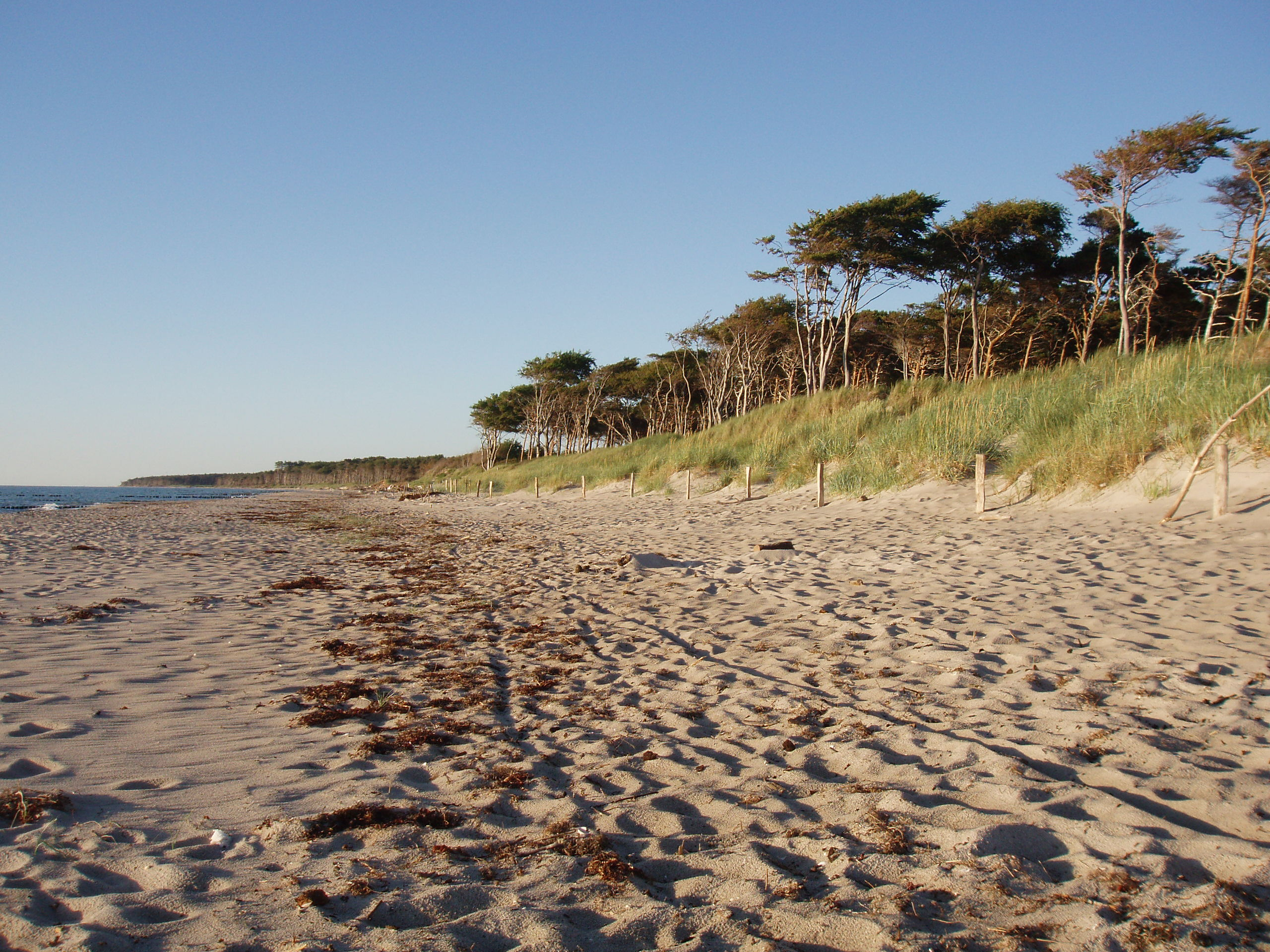
Darss västkust

Darss (tyska: Darß) utgör den mellersta delen av halvön Fischland-Darß-Zingst, i södra Östersjön i delstaten Mecklenburg-Vorpommern i Tyskland.
Darss var ursprungligen namnet på en stor skog, Darsswald, som fortfarande ligger här och är en av Tysklands mest kända urskogar, 5800 ha stor. 
Darss ligger i Landkreis Nordvorpommern. Delar av halvön ingår i nationalparken Vorpommersche Boddenlandschaft. Mellan halvön och fastlandet ligger en grund lagun (plattyska: Bodden), som också delvis ingår i nationalparken. 
Darss var ursprungligen en ö. På Darss norra udde, vid Darßer Ort, står en fyr med samma namn. Den största orten på Darss är Prerow i norr, där det också finns en lång sandstrand. Andra orter på Darss är Wieck am Darß och Born am Darß. I sydväst ligger Ahrenshoop, en badort från 1800-talet som uppstått vid en gammal tullstation vid gränsen mellan Pommern och Mecklenburg. Söder om Ahrenshoop fanns fram till sluet av 1300-talet gränsen i form av en seglingsbar led‚ Am Strom, in till Saaler Bodden. Am Strom täpptes dock till av Hansan år 1395, genom att man sänkte tre skepp i öppningen mellan Östersjön och viken Permin i Saaler Bodden och härigenom skyndade på igensandningen så att ön Darss blev en halvö. Skälet till att man ville täppa till seglingsleden var att den utnyttjades av sjörövarsällskapet Vitaliebröderna under 1390-talet.
Efter trettioåriga kriget fram till Napoleonkrigen var Darss, liksom hela Vorpommern, svenskt territorium (med undantag för tiden 1715-1720, då det var danskt). Under en kort tid under 1941 hade SS ett underläger till koncentrationslägret Neuengamme, KZ Darß-Wieck, på Darss. Med två undantag tillhörde de fängslade Jehovas vittnen.
Darss är känt för de många flyttfåglar, såsom tranor och gäss, som stannar här. Turism har länge varit områdets huvudnäring och den har ökat efter Tysklands återförening 1990.
Författaren Mats G. Larsson har framfört tanken att slaget vid Svolder skulle kunna ha ägt rum innanför Darss, som vid den tidpunkten (år 999 eller 1000) var en mindre skärgård. Platsen Svolder har annars av historikerna placerats antingen i Öresund eller någonstans längs med den vendiska kusten (den idag nordtyska kusten mellan Elbe och Oder) och som alternativ till Darss har Rügen ofta framförts.